# Lillö borgruin

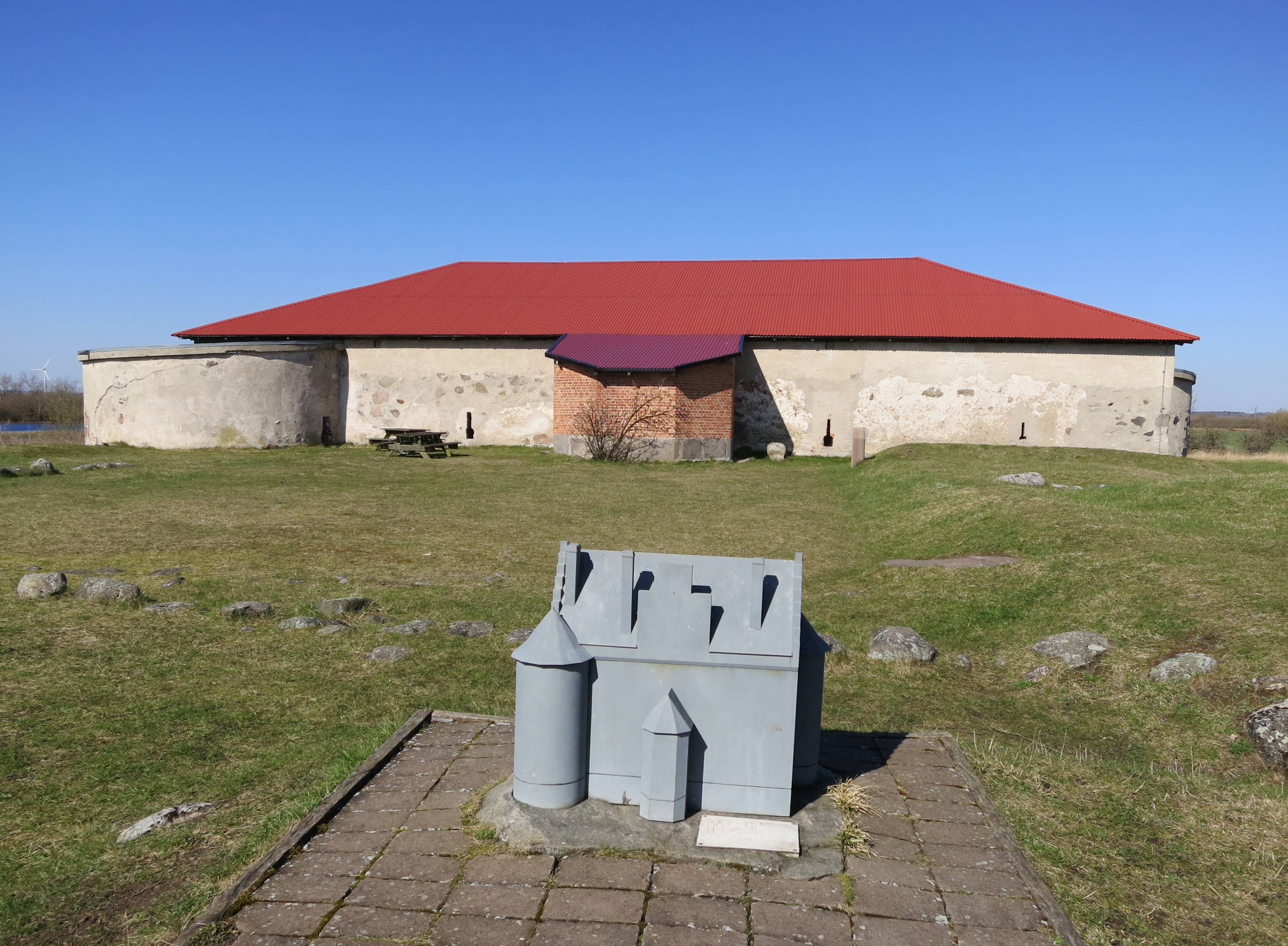
Lillö borgruin

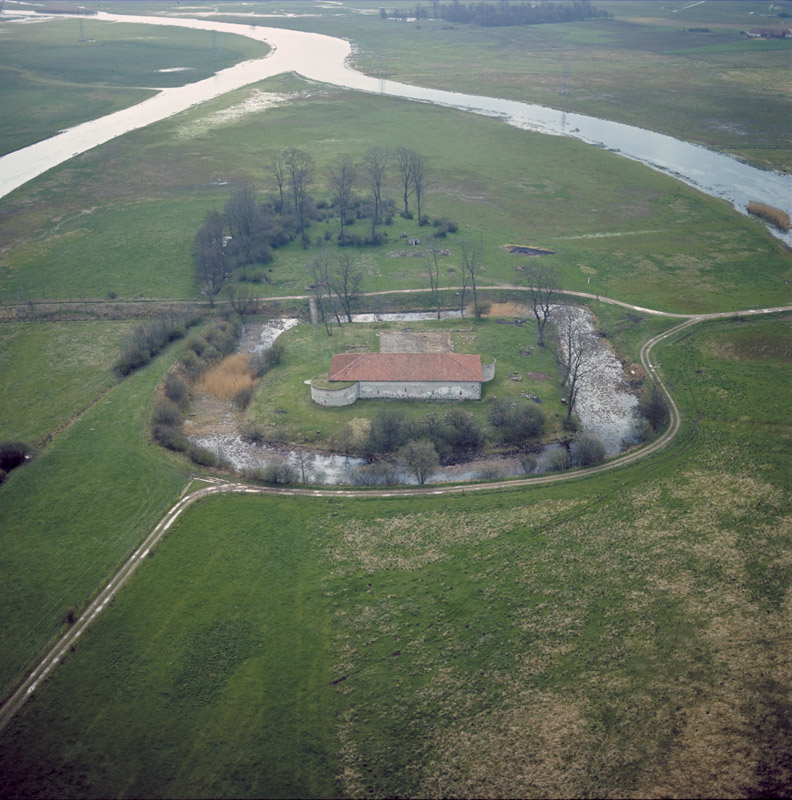
Lillö från ovan

Lillö är en borgruin i Norra Åsums socken i  Kristianstads kommun.
På en holme i Helge å, Lillön, låg under medeltiden enkelhusborgen Lillöhus, som var ett av de första fasta husen. Lillön består av en ruinkulle, kallad Blackan, omgiven av djupa vallgravar, där de utgrävda resterna av slottet kan ses under ett skyddstak. Runtomkring finns fågelrika strandängar.
Lillöhus omtalas första gången 1343, då Åke Axelsson (Tott) nämns som ägare. Det tillhörde sedan släkten Tott till 1485, då den siste av dem, Ivar Axelsson (Tott), dog och efterträddes på Lillöhus av sin måg Arvid Birgersson Trolle till Bergkvara. Mot slutet av 1500-talet kom det i släkten Huitfeldts ägo. När svenskarna under Gustav II Adolf 1612 härjade i Skåne, försökte de inta Lillöhus. Slottet försvarades av Beata Huitfeldt, men 7 september 1658 intog svenskarna slottet, som därefter raserades. I mars 1678 befäste en svensk styrka sig vid Lillö. Lillö skans, som låg strax nordost om Lillö, fullföljdes sedan, men fick efter krigets slut förfalla. 1682 delades hela godset upp i militärboställen. Lillö kungsgård var chefsboställe för översten vid Skånska dragonregementet. 
Med tillstånd från Riksantikvarieämbetet grävdes ruinen fram 1938–1939 under ledning av Thorsten Andersson. Under åren 1940–1946 grävdes även de igenfyllda vallgravarna ut och efter vissa konserveringsarbeten uppfördes ett skyddstak över ruinen.